# Список выходов в открытый космос с 1-го по 50-й (1965—1984 годы)
Последующие выходы в открытый космос: Список выходов в открытый космос с 51-го по 100-й (1984—1992 годы)

## Главные события
- первый выход в открытый космос — 18 марта 1965;
- первый выход в открытый космос астронавта США — 3 июня 1965;
- первый выход на лунную поверхность — 21 июля 1969.

| №   | Полёт                                                | Участники, скафандры                                                        | Начало (UTC)           | Окончание (UTC)        | Длительность, критерий | Комментарий |
| --- | ---------------------------------------------------- | --------------------------------------------------------------------------- | ---------------------- | ---------------------- | ---------------------- | --- |
| 1.  | Восход-2                                             | Алексей Леонов Беркут                                                       | 18 марта 1965 08:33    | 18 марта 1965 08:49    | 16 мин                 | Первый выход в открытый космос, исследование возможности пребывания и работы человека в открытом космосе, испытание скафандра «Беркут» |
| 2.  | Джемини-4                                            | Эдвард Уайт G4C № 8                                                         | 3 июня 1965 19:34      | 3 июня 1965 20:10      | 36 мин                 | Первый выход в открытый космос астронавта США, испытание скафандра G4C и ручного реактивного устройства маневрирования HHMU. Обновлен рекорд длительности выхода в открытый космос. |
|     |                                                      |                                                                             |                        |                        |                        | |
| 3.  | Джемини-9A                                           | Юджин Сернан G4C № 32                                                       | 5 июня 1966 15:02      | 5 июня 1966 17:09      | 2 ч 7 мин              | Из-за запотевания стекла гермошлема скафандра не удалось испытать установку перемещения астронавта AMU. Обновлен рекорд длительности выхода в открытый космос. |
| 4.  | Джемини-10 ВКД-1                                     | Майкл Коллинз (по пояс) G4C № 36                                            | 19 июля 1966 21:44     | 19 июля 1966 22:33     | 49 мин                 | Фотосъёмка ультрафиолетовой камерой участка Млечного пути от беты Южного Креста до гаммы Парусов |
| 5.  | Джемини-10 ВКД-2                                     | Майкл Коллинз G4C № 36                                                      | 20 июля 1966 23:01     | 20 июля 1966 23:40     | 39 мин                 | Снятие ловушки для микрометеоритов S-12 с корабля, перелёт к мишени GATV-5003 с использованием ручного реактивного устройства маневрирования HHMU и снятие с неё ловушки для микрометеоритов S-10. Впервые астронавт совершил два выхода в открытый космос за один полёт и суммарно за карьеру. |
| 6.  | Джемини-11 ВКД-1                                     | Ричард Гордон G4C № 40                                                      | 13 сентября 1966 14:44 | 13 сентября 1966 15:17 | 33 мин                 | Снятие укладки с ядерными эмульсиями, соединение тросом корабля и мишени GATV-5006 |
| 7.  | Джемини-11 ВКД-2                                     | Ричард Гордон (по пояс) G4C № 40                                            | 14 сентября 1966 12:49 | 14 сентября 1966 14:57 | 2 ч 8 мин              | Ультрафиолетовая съёмка звёзд и наземных объектов. Обновлен рекорд длительности выхода в открытый космос. |
| 8.  | Джемини-12 ВКД-1                                     | Эдвин Олдрин (по пояс) G4C № 42                                             | 12 ноября 1966 16:16   | 12 ноября 1966 18:45   | 2 ч 29 мин             | Ультрафиолетовая съёмка звёзд, снятие ловушки для микрометеоритов и двух стеклянных панелей для исследования загрязнения иллюминаторов. Обновлен рекорд длительности выхода в открытый космос. |
| 9.  | Джемини-12 ВКД-2                                     | Эдвин Олдрин G4C № 42                                                       | 13 ноября 1966 15:35   | 13 ноября 1966 17:41   | 2 ч 6 мин              | Соединение тросом корабля и мишени GATV-5001R, активация ловушки для микрометеоритов S-10 на мишени, отработка серии элементарных операций, расстыковка и стыковка электро- и гидроразъёмов и работа безмоментным ключом |
| 10. | Джемини-12 ВКД-3                                     | Эдвин Олдрин (по пояс) G4C № 42                                             | 14 ноября 1966 14:53   | 14 ноября 1966 15:48   | 55 мин                 | Выбрасывание ненужного мусора, фотографирование звёзд и восхода Солнца. Впервые астронавт совершил три выхода в открытый космос за один полёт и суммарно за карьеру. |
|     |                                                      |                                                                             |                        |                        |                        | |
| 11. | Союз-4, Союз-5                                       | Евгений Хрунов Ястреб Алексей Елисеев Ястреб                                | 16 января 1969 10:55   | 16 января 1969 11:48   | 53 мин                 | Первый переход из одного корабля («Союз-5») в другой («Союз-4») через открытый космос, испытание скафандра «Ястреб». Первый выход в открытый космос двух человек. |
| 12. | Аполлон-9                                            | Расселл Швайкарт A7L № 15                                                   | 6 марта 1969 16:41     | 6 марта 1969 17:53     | 1 ч 12 мин             | Выход из лунного модуля для испытания лунного скафандра A7L, снятия образцов и фотографирования Скотта |
| 12. | Аполлон-9                                            | Дэвид Скотт (по пояс) A7L № 19                                              | 6 марта 1969 16:57     | 6 марта 1969 18:01     | 1 ч 4 мин              | Выход из командного модуля для снятия образцов и фотографирования Швейкарта |
| 13. | Аполлон-11 (из лунного модуля)                       | Нейл Армстронг A7L № 56 Эдвин Олдрин A7L № 77                               | 21 июля 1969 02:28     | 21 июля 1969 05:15     | 2 ч 47 мин             | Первый выход на лунную поверхность: в районе Моря Спокойствия установлены флаг, ловушка солнечного ветра, сейсмометр и лазерный уголковый отражатель, собрано 21,55 кг образцов лунного грунта. Эдвин Олдрин стал первым астронавтом, совершившим четыре выхода в открытый космос за карьеру. Обновлен рекорд длительности выхода в открытый космос.                                                                                               |
| 14. | Аполлон-12 ВКД-1 (из лунного модуля)                 | Чарлз Конрад A7L № 65 Алан Бин A7L № 67                                     | 19 ноября 1969 11:30   | 19 ноября 1969 15:31   | 4 ч 1 мин              | Второй выход на лунную поверхность: в районе Океана Бурь установлены зонтичная антенна S-диапазона, флаг, ловушка солнечного ветра и комплект научного оборудования ALSEP № 1, собрано 16,7 кг образцов лунного грунта. Обновлен рекорд длительности выхода в открытый космос. |
| 15. | Аполлон-12 ВКД-2 (из лунного модуля)                 | Чарлз Конрад A7L № 65 Алан Бин A7L № 67                                     | 20 ноября 1969 03:52   | 20 ноября 1969 07:46   | 3 ч 54 мин             | Третий выход на лунную поверхность: поход к автоматической станции «Сервейер-3» в районе Океана Бурь для демонтажа телекамеры и ковша, собрано 17,6 кг образцов лунного грунта |
|     |                                                      |                                                                             |                        |                        |                        | |
| 16. | Аполлон-14 ВКД-1 (из лунного модуля)                 | Алан Шепард A7L № 90 Эдгар Митчелл A7L № 73                                 | 5 февраля 1971 14:42   | 5 февраля 1971 19:30   | 4 ч 48 мин             | Четвёртый выход на лунную поверхность: в районе Фра Мауро установлены зонтичная антенна S-диапазона, ловушка солнечного ветра, лазерный уголковый отражатель, флаг и комплект научного оборудования ALSEP № 3, собрано 20,5 кг образцов лунного грунта. Обновлен рекорд длительности выхода в открытый космос. |
| 17. | Аполлон-14 ВКД-2 (из лунного модуля)                 | Алан Шепард A7L № 90 Эдгар Митчелл A7L № 73                                 | 6 февраля 1971 08:11   | 6 февраля 1971 12:46   | 4 ч 35 мин             | Пятый выход на лунную поверхность: поход к кратеру Коун в районе Фра Мауро, поправка антенны комплекта научного оборудования ALSEP № 3, игра в гольф, собрано 22,3 кг образцов лунного грунта |
| 18. | Аполлон-15 ВКД-1 (из лунного модуля)                 | Дэвид Скотт (по пояс) A7LB № 315                                            | 31 июля 1971 00:17     | 31 июля 1971 00:50     | 33 мин                 | Неполный выход из верхнего люка лунного модуля для обзора и фотографирования окрестностей района Хэдли-Апеннины |
| 19. | Аполлон-15 ВКД-2 (из лунного модуля)                 | Дэвид Скотт A7LB № 315 Джеймс Ирвин A7LB № 320                              | 31 июля 1971 13:13     | 31 июля 1971 19:46     | 6 ч 33 мин             | Шестой выход на лунную поверхность: поездка на лунном ровере к кратерам Элбоу и Святого Георгия в районе Хэдли-Апеннины, установка комплекта научного оборудования ALSEP № 4 и ловушки солнечного ветра, собрано 14,5 кг образцов лунного грунта. Обновлен рекорд длительности выхода в открытый космос. |
| 20. | Аполлон-15 ВКД-3 (из лунного модуля)                 | Дэвид Скотт A7LB № 315 Джеймс Ирвин A7LB № 320                              | 1 августа 1971 11:49   | 1 августа 1971 19:01   | 7 ч 12 мин             | Седьмой выход на лунную поверхность: поездка на лунном ровере к кратерам Спур и Дюна в районе Хэдли-Апеннины, установка флага и бурение скважин, собрано 34,9 кг образцов лунного грунта. Обновлен рекорд длительности выхода в открытый космос. |
| 21. | Аполлон-15 ВКД-4 (из лунного модуля)                 | Дэвид Скотт A7LB № 315 Джеймс Ирвин A7LB № 320                              | 2 августа 1971 08:52   | 2 августа 1971 13:42   | 4 ч 50 мин             | Восьмой выход на лунную поверхность: поездка на лунном ровере к борозде Хэдли в районе Хэдли-Апеннины, собрано 27,3 кг образцов лунного грунта. Дэвид Скотт стал первым астронавтом, совершившим четыре выхода в открытый космос за один полёт и пять выходов за карьеру. |
| 22. | Аполлон-15 ВКД-5 (из командного модуля)              | Альфред Уорден A7LB № 94 Джеймс Ирвин (по пояс) A7LB № 320                  | 5 августа 1971 15:31   | 5 августа 1971 16:10   | 39 мин                 | Первый выход на трассе Луна — Земля для выемки плёнок панорамной и картографической камер из отсека научных инструментов служебного модуля |
|     |                                                      |                                                                             |                        |                        |                        | |
| 23. | Аполлон-16 ВКД-1 (из лунного модуля)                 | Джон Янг A7LB № 322 Чарлз Дьюк A7LB № 327                                   | 21 апреля 1972 16:48   | 21 апреля 1972 23:59   | 7 ч 11 мин             | Девятый выход на лунную поверхность: в районе Декарт установлены камера-спектрограф крайнего ультрафиолетового излучения, флаг, комплект научного оборудования ALSEP № 5 и ловушка солнечного ветра, бурение скважин, поездка на лунном ровере к кратерам Флэг, Плам, Спук и Бастер, собрано 29,9 кг образцов лунного грунта |
| 24. | Аполлон-16 ВКД-2 (из лунного модуля)                 | Джон Янг A7LB № 322 Чарлз Дьюк A7LB № 327                                   | 22 апреля 1972 16:34   | 22 апреля 1972 23:57   | 7 ч 23 мин             | Десятый выход на лунную поверхность: поездка на лунном ровере к Каменной горе в районе Декарт, собрано 29 кг образцов лунного грунта. Обновлен рекорд длительности выхода в открытый космос. |
| 25. | Аполлон-16 ВКД-3 (из лунного модуля)                 | Джон Янг A7LB № 322 Чарлз Дьюк A7LB № 327                                   | 23 апреля 1972 15:25   | 23 апреля 1972 21:05   | 5 ч 40 мин             | Одиннадцатый выход на лунную поверхность: поездка на лунном ровере к кратеру Северный Луч в районе Декарт, собрано 35.4 кг образцов лунного грунта |
| 26. | Аполлон-16 ВКД-4 (из командного модуля)              | Томас Маттингли A7LB № 82 Чарлз Дьюк (по пояс) A7LB № 327                   | 25 апреля 1972 20:33   | 25 апреля 1972 21:57   | 1 ч 24 мин             | Выход на трассе Луна — Земля для выемки плёнок панорамной и картографической камер из отсека научных инструментов служебного модуля и проведения микробиологического эксперимента MEED |
| 27. | Аполлон-17 ВКД-1 (из лунного модуля)                 | Юджин Сернан A7LB № 328 Харрисон Шмитт [A7LB № 329                          | 11 декабря 1972 23:55  | 12 декабря 1972 07:07  | 7 ч 12 мин             | Двенадцатый выход на лунную поверхность: в районе Тавр-Литтров установлены флаг и комплект научного оборудования ALSEP № 6, бурение скважин, поездка на лунном ровере к кратеру Стено, собрано 14.3 кг образцов лунного грунта |
| 28. | Аполлон-17 ВКД-2 (из лунного модуля)                 | Юджин Сернан A7LB № 328 Харрисон Шмитт A7LB № 329                           | 12 декабря 1972 23:28  | 13 декабря 1972 07:05  | 7 ч 37 мин             | Тринадцатый выход на лунную поверхность: поездка на лунном ровере к Южному горному массиву в районе Тавр-Литтров, кратерам Нансен, Лара, Шорти, Горацио и Камелот, собрано 34.1 кг образцов лунного грунта. Обновлен рекорд длительности выхода в открытый космос. |
| 29. | Аполлон-17 ВКД-3 (из лунного модуля)                 | Юджин Сернан A7LB № 328 Харрисон Шмитт A7LB № 329                           | 13 декабря 1972 22:26  | 14 декабря 1972 05:41  | 7 ч 15 мин             | Четырнадцатый выход на лунную поверхность: поездка на лунном ровере к Северному горному массиву в районе Тавр-Литтров, Скульптурным холмам и кратеру Ван Серж, демонтаж детектора космических лучей, собрано 62 кг образцов лунного грунта |
| 30. | Аполлон-17 ВКД-4 (из командного модуля)              | Рональд Эванс A7LB № 404 Харрисон Шмитт (по пояс) A7LB № 329                | 17 декабря 1972 20:27  | 17 декабря 1972 21:33  | 1 ч 6 мин              | Выход на трассе Луна — Земля для выемки плёнок панорамной и картографической камер из отсека научных инструментов служебного модуля |
|     |                                                      |                                                                             |                        |                        |                        | |
| 31. | Скайлэб SL-2 ВКД-1 (из командного модуля «Аполлона») | Пол Вейц (по пояс) A7LB № 616                                               | 25 мая 1973 23:57      | 26 мая 1973 00:22      | 25 мин                 | Неудачные попытки раскрытия заклинившей панели солнечной батареи № 1 станции «Скайлэб» с помощью шеста с крюком |
| 32. | Скайлэб SL-2 ВКД-2                                   | Чарльз Конрад A7LB № 614 Джозеф Кервин A7LB № 615                           | 7 июня 1973 15:25      | 7 июня 1973 18:48      | 3 ч 23 мин             | Раскрытие заклинившей панели солнечной батареи № 1 станции «Скайлэб» с помощью шеста с резаком и троса, замена на блоке ATM кассеты с плёнкой в корональном спектрогелиографе и снятие крышки рентгеновского телескопа |
| 33. | Скайлэб SL-2 ВКД-3                                   | Чарльз Конрад A7LB № 614 Пол Вейц A7LB № 616                                | 19 июня 1973 10:57     | 19 июня 1973 12:33     | 1 ч 36 мин             | Замена кассет с плёнкой в телескопах блока ATM станции «Скайлэб», снятие образцов материалов, удаление кисточкой нитки с диска солнечного коронографа, ремонт реле автомата защиты с помощью молотка |
| 34. | Скайлэб SL-3 ВКД-1                                   | Оуэн Гэрриотт A7LB № 633 Джек Лаусма A7LB № 634                             | 6 августа 1973 17:32   | 7 августа 1973 00:00   | 6 ч 28 мин             | Развертывание нового теплозащитного экрана на станции «Скайлэб», замена кассет с плёнкой в телескопах блока ATM, инспекция блоков A и B двигателей на корабле «Аполлон», демонтаж дефектной заслонки спектрогелиометра S055, установка аппаратуры для регистрации микрометеоритов S149 |
| 35. | Скайлэб SL-3 ВКД-2                                   | Оуэн Гэрриотт A7LB № 633 Джек Лаусма A7LB № 634                             | 24 августа 1973 16:24  | 24 августа 1973 20:54  | 4 ч 30 мин             | Прокладка кабеля для подключения запасного блока датчиков угловой скорости на станции «Скайлэб», замена кассет с плёнкой в телескопах блока ATM, установка двух образцов теплозащитного покрытия, снятие крышек с двух рентгеновских телескопов, перенос аппаратуры для регистрации микрометеоритов S149 |
| 36. | Скайлэб SL-3 ВКД-3                                   | Алан Бин A7LB № 632 Оуэн Гэрриотт A7LB № 633                                | 22 сентября 1973 11:18 | 22 сентября 1973 13:59 | 2 ч 41 мин             | Замена кассет с плёнкой в телескопах блока ATM на станции «Скайлэб», снятие аппаратуры для регистрации микрометеоритов S149 и одного из двух образцов теплозащитного покрытия, удаление кусочка краски с объектива астрономического прибора |
| 37. | Скайлэб SL-4 ВКД-1                                   | Эдвард Гибсон A7LB № 627 Уилльям Поуг A7LB № 628                            | 22 ноября 1973 17:44   | 23 ноября 1973 00:17   | 6 ч 33 мин             | Замена кассет с плёнкой в телескопах блока ATM на станции «Скайлэб», открытие крышки телескопа, установка аппаратуры для регистрации микрометеоритов S149, детектора трансурановых космических лучей S228, оборудования для измерения загрязнений коронографа и образцов теплозащитного покрытия D024, ремонт привода антенны микроволнового радиометра S193, попытки фотографирования земной атмосферы                                            |
| 38. | Скайлэб SL-4 ВКД-2                                   | Джеральд Карр A7LB № 626 Уилльям Поуг A7LB № 628                            | 25 декабря 1973 16:55  | 25 декабря 1973 23:48  | 6 ч 53 мин             | Замена кассет с плёнкой в телескопах блока ATM на станции «Скайлэб», фотографирование кометы Когоутека и Солнца, снятие крышки с ультрафиолетового спектрогелиографа S082A и образцов материалов, ремонт рентгеновского телескопа S054 |
| 39. | Скайлэб SL-4 ВКД-3                                   | Джеральд Карр A7LB № 626 Эдвард Гибсон A7LB № 627                           | 29 декабря 1973 17:30  | 29 декабря 1973 20:58  | 3 ч 28 мин             | Фотографирование кометы Когоутека и Солнца, снятие образца микрометеоритного покрытия шлюзового модуля станции «Скайлэб» |
|     |                                                      |                                                                             |                        |                        |                        | |
| 40. | Скайлэб SL-4 ВКД-4                                   | Джеральд Карр A7LB № 626 Эдвард Гибсон A7LB № 627                           | 3 февраля 1974 15:20   | 3 февраля 1974 20:38   | 5 ч 18 мин             | Демонтаж кассет с плёнкой из телескопов блока ATM на станции «Скайлэб», установка аппаратуры для регистрации микрометеоритов S149, снятие образцов материалов, фотографирование Солнца и земной атмосферы |
|     |                                                      |                                                                             |                        |                        |                        | |
| 41. | Салют-6 ЭО-1                                         | Юрий Романенко (по пояс) Орлан-Д № 33 Георгий Гречко (по пояс) Орлан-Д № 34 | 19 декабря 1977 21:36  | 19 декабря 1977 23:04  | 1 ч 28 мин             | Осмотр стыковочного узла на переходном отсеке станции «Салют-6», испытание систем шлюзования и скафандра «Орлан-Д» |
|     |                                                      |                                                                             |                        |                        |                        | |
| 42. | Салют-6 ЭО-2                                         | Владимир Ковалёнок (по пояс) Орлан-Д № 33 Александр Иванченков Орлан-Д № 34 | 29 июля 1978 04:00     | 29 июля 1978 06:05     | 2 ч 5 мин              | Демонтаж прибора системы регистрации микрометеоров, кассет с полимерными и оптическими материалами, блока кассет с биополимерами на станции «Салют-6», установка аппаратуры для регистрации космических лучей, проверка приспособлений для удобства передвижения и фиксации и переносных светильников |
|     |                                                      |                                                                             |                        |                        |                        | |
| 43. | Салют-6 ЭО-3                                         | Владимир Ляхов Орлан-Д № 33 Валерий Рюмин Орлан-Д № 34                      | 15 августа 1979 14:16  | 15 августа 1979 15:39  | 1 ч 23 мин             | Освобождение стыковочного узла на агрегатном отсеке станции «Салют-6» от зацепившейся антенны космического радиотелескопа КРТ-10 с помощью кусачек и её отбрасывание шестом, протирка иллюминатора, снятие приборов системы регистрации микрометеоров и панелей с образцами конструкционных, оптических, теплозащитных и полимерных материалов |
|     |                                                      |                                                                             |                        |                        |                        | |
| 44. | Салют-7 ЭО-1                                         | Анатолий Березовой (по пояс) Орлан-Д № 45 Валентин Лебедев Орлан-Д № 46     | 30 июля 1982 02:39     | 30 июля 1982 05:12     | 2 ч 33 мин             | Снятие прибора системы регистрации микрометеоров и резиновых пластинок «Эласт» на станции «Салют-7», замена панелей «Эталон» с образцами материалов и набора пробирок с биополимерами «Медуза», монтаж установок «Ресурс» и «Спираль», образцов термомеханических соединений «Память» и резьбовых соединений «Исток-2», набора композиционных материалов «Компласт», проверка новых инструментов, испытание модернизированного скафандра «Орлан-Д» |
|     |                                                      |                                                                             |                        |                        |                        | |
| 45. | STS-6 (из «Челленджера»)                             | Стори Масгрейв EMU № 1026 Дональд Петерсон EMU № 1024                       | 7 апреля 1983 21:03    | 8 апреля 1983 01:22    | 4 ч 19 мин             | Освоение техники перемещения вдоль поручней по бокам грузового отсека шаттла и переноса грузов, имитация закрытия створок грузового отсека, испытания инструмента, якоря и скафандра EMU |
| 46. | Салют-7 ЭО-2 ВКД-1                                   | Владимир Ляхов Орлан-Д № 45 Александр Александров Орлан-Д № 46              | 1 ноября 1983 04:47    | 1 ноября 1983 07:36    | 2 ч 49 мин             | Установка первой дополнительной панели на первую из трёх основных панелей солнечных батарей станции «Салют-7» и её раскрытие, снятие научной аппаратуры |
| 47. | Салют-7 ЭО-2 ВКД-2                                   | Владимир Ляхов Орлан-Д № 45 Александр Александров Орлан-Д № 46              | 3 ноября 1983 03:47    | 3 ноября 1983 06:42    | 2 ч 55 мин             | Установка второй дополнительной панели на первую из трёх основных панелей солнечных батарей станции «Салют-7» и её раскрытие, снятие образцов материалов |
|     |                                                      |                                                                             |                        |                        |                        | |
| 48. | STS-41B ВКД-1 (из «Челленджера»)                     | Брюс МакКэндлесс EMU № 1040 Роберт Стюарт EMU № 1038                        | 7 февраля 1984 12:10   | 7 февраля 1984 18:05   | 5 ч 55 мин             | Тестирование установки для автономного перемещения MMU (максимальное удаление от шаттла — 99 м) и фиксатора для ног на манипуляторе SRMS, имитация захвата спутника SMM астронавтом, оснащённым MMU, и ремонта его блока электроники, ремонт переключателя масс-спектрометра на спутнике-платформе SPAS-01A, демонтаж отказавшей телекамеры |
| 49. | STS-41B ВКД-2 (из «Челленджера»)                     | Брюс МакКэндлесс EMU № 1040 Роберт Стюарт EMU № 1038                        | 9 февраля 1984 10:24   | 9 февраля 1984 16:41   | 6 ч 17 мин             | Имитация захвата спутника SMM астронавтом, оснащённым установкой для автономного перемещения MMU, имитация дозаправки гидразином спутника Landsat 4, установка новой телекамеры, ловля «уплывшего» фиксатора для ног |
| 50. | STS-41C ВКД-1 (из «Челленджера»)                     | Джордж Нельсон EMU № 1043 Джеймс ван Хофтен EMU № 1044                      | 8 апреля 1984 14:18    | 8 апреля 1984 17:15    | 2 ч 57 мин             | Неудачные попытки захвата спутника SMM Нельсоном, оснащённым установкой для автономного перемещения MMU |